# Cristóvão Luís I de Stolberg
Cristóvão Luís I de Stolberg (18 de Junho de 1634 - 7 de Abril de 1704) foi um conde de Stolberg-Stolberg.

## Família
Cristóvão era o filho mais velho do conde João Martim de Stolberg e da condessa Inês Isabel de Barby. Os seus avós paternos eram o conde Cristóvão de Stolberg e a condessa Hedvig de Regenstein. Os seus avós maternos eram o conde Jost II de Barby e a condessa Sofia de Schwarzburg.

## Casamento e descendência
Cristóvão casou-se no dia 29 de Outubro de 1665 com a condessa  Luísa Cristina de Hesse-Darmstadt. Juntos tiveram oito filhos:
- Jorge de Stolberg (14 de Novembro de 1666 - 17 de Fevereiro de 1698), morreu aos trinta e dois anos solteiro e sem descendência.
- Carlos de Stolberg (25 de Janeiro de 1668 - 2 de Maio de 1685), morreu aos dezassete anos; sem descendência.
- Sofia Leonor de Stolberg (6 de Agosto de 1669 - 3 de Novembro de 1745), morreu aos setenta e seis anos; sem descendência.
- João Luís de Stolberg (6 de Novembro de 1670 - 13 de Maio de 1685), morreu aos catorze anos; sem descendência.
- Cristóvão Frederico de Stolberg (18 de Setembro de 1672 - 22 de Agosto de 1738), casado com Henriqueta Catarina de Bibran-Modlau; com descendência.
- Luísa Cristiana de Stolberg (21 de Janeiro de 1675 - 16 de Maio de 1738), casada primeiro com o duque João Jorge III de Mansfeld; sem descendência. Casada depois com o duque Cristiano de Saxe-Weissenfels; sem descendência.
- Jost Cristiano de Stolberg (24 de Outubro de 1676 - 17 de Junho de 1739) casado com a condessa Emília Augusta de Stolberg-Gedern; com descendência.
- Inês Isabel de Stolberg (14 de Dezembro de 1680 - 17 de Dezembro de 1680), morreu com três dias de idade.